# Los Córdobas
Los Córdobas – miasto w Kolumbii, w departamencie Córdoba.